# Сфигмограф
Сфигмограф је медицински уређај за регистровање артеријских пулсних осцилација. Назив потиче од речи (грч. aρτηρία - arterija + σφυγμός - пулс + γράμμα - запис), или у слободном преводу „записисивати пулс артерија“. Графички запис пулсних осцилација (на папиру, осцилоскопу, и магнетном медију) носи назив сфигмограм. Испитивање облика криве пулса артерија, као и синхроно регистровање пулса две артерије, добијене сфигмограмом, има дијагностички значај у клиничком раду, најчешће за процену стања леве срчане коморе.

## Историја
Сфигмограф, као медицински инструмент за мерење пулса први пут је примењен у деветнаестом веку. Први уређај осмислио је 1854. године немачки физиолог Karl von Vierordt (1818—1884). Године 1863, француски физиолог Етјен-Жил Мари (Étienne-Jules Marey, 1830—1904), конструисао је побољшану, преносну верзију Карловог уређаја. У медицини, за евалуацију срчаних функција  сфигмограм је први применио шкотски физиолог Сер Џејмс Макензи (1853—1925).
Уређај се користио активно све до краја 19. века када је конструисан први механички пулсметар. У 21. веку сфигмограф је замењен савременим дигиталним системима за мерење пулса. Класична верзија уређаја (са загарављеним папиром) данас се углавном користи на медицинским факултетима у оквиру института за физиологију, а савремени дигитални уређаји у клиничкој пракси.

## Врсте сфигмографије
У свакодневној пракси користе се следеће врсте сфигмографије:
Директна сфигмографија
Директном сфигмографијом региструју се пулсне осцилације зида крвног суда крвног испод пелоте или левка сфигмографа.
Волуменска сфимгографија
Код волуменске сфигмографије поступак се изводи уз помоћу пнеуматицки манжетне обмотане око дела ида, и региструју волуменске промене изазване проласком пулсног таласа кроз артерије.

## Основне поставке
За праћење и детаљну анализу појединачних осцилација артеријског пулса и његових варијација произведен је посебан уређај познат под називом сфигмограф, који приказује графички запис манифестације пулсних осцилација. Испитивање облика криве пулса артерија, на графичком запису као и синхроно регистровање пулса две артерије, има дијагностички значај у клиничком раду.
Крива пулса аорте и централних артерија разликује се од криве пулса периферних артерија, као што су  нпр. палчана или радијална и бутна или феморална артерија и друге. Крива пулса у великим артеријама (аорта) почиње предсистолним таласом, који одговара изоволуметријском скраћењу леве коморе, иза којег следи главни талас пулса изазван убацивањем крви у аорту.
Усходно део главног таласа се назива анакрот, а нисходни катакрот:
- Анакрот је резултат повећања дијаметра артерије услед повећања притиска у њој и настаје у фази ејекције и поклапа се са првим срчаним тоном.
- Катакрот настаје као резултат смањења дијаметра артерије услед смањења притиска (током дијастоле). На катакроту се налази инцизура (оштар зубац) и дикротни талас. Инцизура настаје у тренутку затварања полумесецастих залистака аорте и резултат је краткотрајног, малог повратног тока крви. Дикротни талас је резултат одбијања таласа притиска од затворене аортне валвуле. Код криве периферног артеријског пулса, анакрот нагло прелази у катакрот на коме се налази дикротни талас.

### Сфигмограм
На сфигмографској кривуљи описују се следеће делови:
- Почетни мали талас  — који одговара изометријској контракцији. Налази се иза П-таласа на ЕКГ-у
- Узлазни крак криве (анакрот)  — представља фазу брзог истицања крви из леве коморе,
- Силазни крак (катакрот)  — то је систолни плато и он настаје као одраз успореног истискивања крви из леве  срчане коморе. Његов почетни део је у виду платоа, а други део инклинира оштро према доле и завршава усеком који одговара затварању у полумесечастих залистака.
- Дикотрони тала — који следи иза усека као последица одбијања крви од затворене полумесечасте валвуле.

## Конструкција сфигмографа
Сви сфигмографи у начелу састоје се од следећих компоненти:
- Сензор (трансмитер механичке осцилације зида крвног суда и/или запремине (волумена) у електричне сигнале ),
- ДЦ појачавач, аналогни или дигитални конвертер,
- Рачунарска јединица за складиштење сигнал и његову различиту трансформацију за графички приказ или меморисање
- Уређај за приказ сигнала (монитор , писач, за снимање на папиру).